# Puntig kaalkopje
Het puntig kaalkopje (Psilocybe semilanceata) is een paddenstoel uit de familie Hymenogastraceae. De paddenstoel is ook bekend als 'Liberty Cap' en 'psilo'. De kleine paddenstoel vindt men vrij algemeen in bemeste graslanden, vooral op zandgrond. De beste tijd om deze schimmel te vinden is de late zomer tot de vroege herfst, dat wil zeggen van augustus tot oktober; op milde locaties is het echter ook tot januari sporadisch te vinden. 

## Kenmerken
Hoed
Het puntig kaalkopje heeft een olijfgele tot okerkleurige hoed, 1 tot 2 cm breed, spits-kegelvormig of smal klokvormig. Het oppervlak is vettig en bij vochtig weer doorschijnend gestreept. Het "hoedenvlees" (de trama) is dun en kan zonder moeite worden gescheurd. 
Lamellen
Aan de onderkant van de hoed bevinden zich tussen de 15 en 27 individuele smalle lamellen die matig dicht op elkaar staan. Ze zijn nauw tot bijna vrij aangehecht aan de steel. Hun kleur is aanvankelijk lichtbruin, maar wordt donkergrijs tot paarsbruin met een lichtere snede naarmate de sporen rijpen.
Steel
De steel heeft een lengte tot 14,5 cm en heeft een dikte van 1 tot 3,5 mm. De kleur is bleekgeel tot okerbruin. De basis van de steel is vaak blauwachtig verkleurd. Blauwverkleuring treedt ook op door druk op het onderste deel van de steel binnen ongeveer een uur.
De paddenstoel heeft een dunne spinnenwebachtige sluier die niet lang houdt; soms laat de gedeeltelijke sluier een ringvormige zone op de steel die kan worden verduisterd door sporen.
Geur en smaak
Het vlees is dun en membraanachtig en heeft ongeveer dezelfde kleur als het hoedoppervlak. Het puntig kaalkopje is giftig en bevat hallucinogene stoffen, met name psilocybine. De smaak is niet scherp, maar als de nauwelijks waarneembare geur stralend naar grasachtig.
Sporen
De sporen zijn donkerbruin tot paarsbruin, elliptisch, dikwandig en glad en ongeveer 12-16 × 6-8 µm groot. 

## Smartdrugs
De paddenstoel wordt gebruikt als smart drug vanwege zijn psychoactieve eigenschappen, waardoor LSD-achtige effecten kunnen optreden. Het consumeren van de verse paddenstoeltjes levert de meeste mensen gedurende het eerste uur tijdens en na inname, heftige antiperistaltische bewegingen van de slokdarm, terugkerende braakneigingen en een gevoel van misselijkheid op.
. Omdat de handel in verse paddenstoelen geen hoge vlucht nam werd het gebruik van psilocine en psilocybine, en de verkoop van verse paddo's via smartshops, aanvankelijk toegestaan.

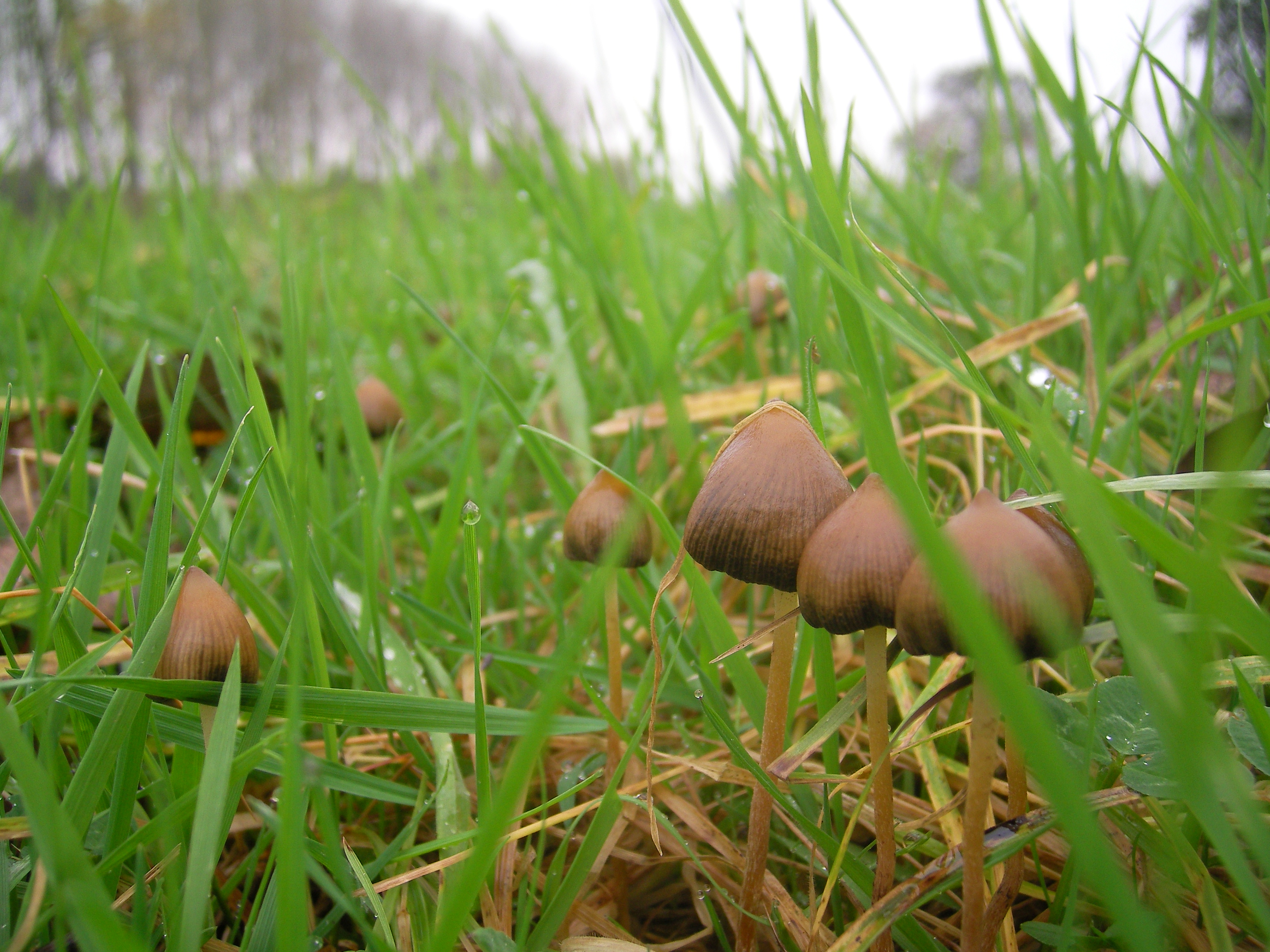
Psilocybe semilanceata
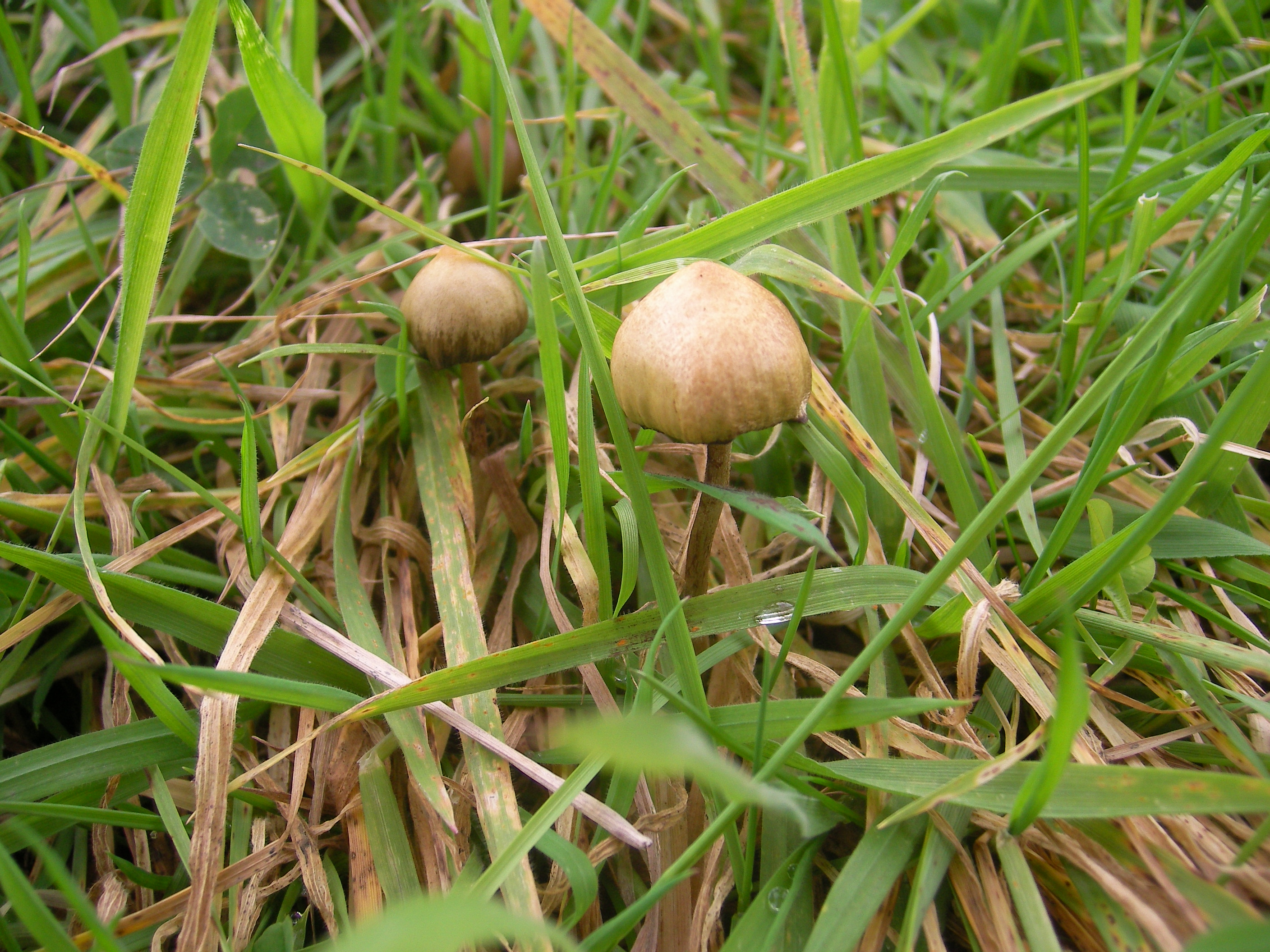
Psilocybe semilanceata

## Verspreiding
Buiten de tropen wordt het puntig kaalkopje beschouwd als de meest voorkomende schimmel van het geslacht Psilocybe. Het groeit op grasland, meestal op de gronddelen van de grassen, vaak op schapen- of veeweiden, maar nooit rechtstreeks op dierlijke mest. Aan de andere kant lijkt het bos en kalksteengebieden te vermijden. De schimmel is ook te vinden op natuurlijk bemeste weiden in parken en op sportvelden en golfbanen, in Midden-Europa bij zacht weer tot eind november.
Hij kan worden gevonden in de laaglanden van Noord-Europa, maar ook in weiden in de middelgebergten of in de alpenweiden van de Alpen. In Tirol werd het ook in grote hoeveelheden gevonden op een hoogte van 1.400 tot 1.700 meter, in het Zwarte Woud op 820 tot 1.300 meter boven de zeespiegel. Hoewel het aantal vondstenin lager gelegen gebieden afneemt, ligt de oorzaak waarschijnlijk niet in het hoogteverschil, maar in het gebruik van drijfmest of kunstmatige bemesting en drainage op lager gelegen gebieden.
Oorspronkelijk was het puntige puntig kaalkopje waarschijnlijk alleen inheems in de gematigde klimaten van Europa en Noord-Amerika, maar wordt nu wereldwijd aangetroffen in gematigde tot subtropische klimaatzones. In de VS wordt het, het meest aangetroffen in de noordwestelijke staten. In Europa hebben de Zwitserse en Oostenrijkse Alpen de hoogste afzettingen. Er zijn ook vindplaatsen gemeld in Wales, Schotland en Noorwegen.